# Междугородная железная дорога Чунцин — Чэнду
Междугородная cкоростная железная дорога Чунцин — Чэнду (кит.  成渝客运专线) — высокоскоростная железная дорога длиной 307 км в провинции Сычуань, соединяющая столицу провинции Чэнду с городом Чунцин. Дорога рассчитана на скорость движения 350 км/час, предполагаемое время проезда — 75 минут, однако современные скоростные поезда (2016) ходят около 100 минут. Дорога была построена введена в эксплуатацию в декабре 2015 года.

## История строительства
Движение между городами уже осуществлялось по другим железным дорогам, существует обычная Железная дорога Чэнду — Чунцин, и также скоростной путь через Суйнин, но этот проект смог существенно сократить время проезда за счёт введения туннелей и дамб. На трассе было построено четыре основных дамбы и два туннеля.
Строительство дороги началось 22 марта 2010 года от Чунцина, а Сычуаньская часть дороги стала строиться с 11 ноября. 16 декабря 2013 года был пробит последний туннель, и открытие дороги планировалось к концу 2014 года. Пассажирское движение началось 26 декабря 2015 до станции Чунцин — Северный, а станция Шапинба была открыта в январе 2016 после ремонта, позволив поездам направляться к главному вокзалу Чунцин.
Дорога входит в сеть, обозначаемую как Высокоскоростной пассажирской линии Шанхай — Ухань — Чэнду.

## Остановки
Дорога состоит из 12 станций:
Сычуаньская секция:
- Чэнду-Восточный (кит. 成都东站)
- Цзяньян-Южный (кит. 简阳南站)
- Цзыян-Северный (кит. 资阳北站)
- Цзычжун-Северный (кит. 资中北站)
- Нэйцзян-Северный (кит. 、内江北站)
- Лунчан-Северный (кит. 隆昌北站)

Чунцинская секция:
- Жунчан-Северный (кит. 荣昌北站)
- Дацзу-Южный (кит. 大足南站)
- Юнчуань-Восточный (кит. 永川东站)
- Бишань (кит. 璧山站)
- Шапинба (кит. 沙坪坝站)
- Чунцин (кит. 达州站))